# Liste der Naturdenkmale im Landkreis Teltow-Fläming

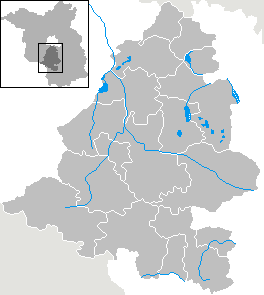
Karte des Landkreises Teltow-Fläming

Die Liste der Naturdenkmale im Landkreis Teltow-Fläming enthält die Naturdenkmale im Landkreis Teltow-Fläming. Grundlage der Einzellisten sind die in den jeweiligen Listen angegebenen Quellen. Die Angaben in den einzelnen Listen ersetzen nicht die rechtsverbindliche Auskunft der zuständigen Behörde.

## Aufteilung
Wegen der großen Anzahl von Naturdenkmalen im Landkreis Teltow-Fläming ist diese Liste in Teillisten nach den Städten und Gemeinden aufgeteilt.
| Stadt/Gemeinde      | Karte | Naturdenkmalliste | Bild eines Naturdenkmals exemplarisch |
| ------------------- | ----- | ----------------- | ------------------------------------- |
| Am Mellensee        |       | - Naturdenkmale   | Linde in Gadsdorf                     |
| Baruth/Mark         |       | - Naturdenkmale   | Eiche in Klasdorf                     |
| Blankenfelde-Mahlow |       | - Naturdenkmale   | Friedenseiche                         |
| Dahme/Mark          |       | - Naturdenkmale   | Dahmequelle                           |
| Dahmetal            |       | - Naturdenkmale   | Eiche                                 |
| Großbeeren          |       | - Naturdenkmale   | Friedenseiche Diedersdorf             |
| Ihlow               |       | - Naturdenkmale   | Werftpfuhl                            |
| Jüterbog            |       | - Naturdenkmale   | Friedenseiche                         |
| Luckenwalde         |       | - Naturdenkmale   | Tausendjährige Linde                  |
| Ludwigsfelde        |       | - Naturdenkmale   | Eiche Ludwigsfelde                    |
| Niederer Fläming    |       | - Naturdenkmale   | Ulme in Höfgen                        |
| Niedergörsdorf      |       | - Naturdenkmale   | Linde                                 |
| Nuthe-Urstromtal    |       | - Naturdenkmale   | Eiche                                 |
| Rangsdorf           |       | - Naturdenkmale   | Baumgruppe                            |
| Trebbin             |       | - Naturdenkmale   | Eichen Christinendorf                 |
| Zossen              |       | - Naturdenkmale   | Eiche                                 |